# 분리과
분리과(分離果, schizocarp)는 익으면 껍질이 마르는 열매인 건조과의 하나이다. 그 중에서도 익으면 저절로 벌어지는 열과의 일종으로, 중축을 남기고 분리된 각 부분이 각각 소과실(작은 열매)인 분열과(分裂果, mericarp)를 이루며, 씨는 노출되지 않는다. 미나리과, 아욱과 식물에서 볼 수 있다.